# Karl Haymann
Karl Haymann war ein deutscher Torwart, der mit dem FC Bayern München 1932 die Deutsche Meisterschaft gewann.

## Karriere
Haymann gehörte zur Saison 1928/29 dem FC Bayern München an, für den er in der höchsten regionalen Spielklasse, der südbayerischen Bezirksliga, zum Einsatz kam und am Ende seiner Premierensaison den Titel des Südbayerischen Meisters gewann. Mit dem zweiten Platz in der Endrunde um die süddeutschen Meisterschaft 1928/29, fünf Punkte hinter dem 1. FC Nürnberg, qualifizierte er sich mit der Mannschaft als Teilnehmer an der Endrunde um die Meisterschaft. Er bestritt das mit 3:0 in München gegen den Dresdner SC gewonnene Achtelfinale und das mit 3:4 n. V. gegen den Breslauer SC 08 verlorene Viertelfinale. In den darauf folgenden drei Spielzeiten gewann er mit der Mannschaft erneut die Südbayerische Meisterschaft und erreichte mit der Mannschaft den zweiten Platz in der Endrunde um die süddeutschen Meisterschaft 1931/32, der zur Teilnahme an der Endrunde um die deutsche Meisterschaft berechtigte. Nachdem seine Mitspieler – er wurde in der Endrunde nicht eingesetzt – mit 4:2 über Minerva 93 Berlin im Achtelfinale, mit 3:2 über den PSV Chemnitz im Viertelfinale und mit 2:0 über den 1. FC Nürnberg im Halbfinale das Finale erreichten und dieses mit 2:0 gegen Eintracht Frankfurt gewannen, durfte er sich als Teil der Mannschaft auch als Deutscher Meister bezeichnen.
In seiner vorletzten Saison, 1932/33, gewann er noch einmal die Südbayerische Meisterschaft und spielte eine Saison in der Gauliga Bayern; danach verließ er die Bayern und wechselte zur Saison 1934/35 zu Eintracht Braunschweig in die Gauliga Niedersachsen. Des Weiteren kam er für die Braunschweiger am 1. September 1935 in der 1. Schlussrunde beim 6:3-Sieg über Reichsbahn SV Berlin, am 22. September 1935 in der 2. Schlussrunde beim 7:0-Sieg über den 1. SV Jena und am 27. Oktober 1935 im Achtelfinale bei der 2:4-Niederlage bei Minerva 93 Berlin, im Tschammerpokal zum Einsatz.
Haymann spielte noch bis mindestens 1938 in Braunschweig.

## Erfolge
- Deutscher Meister 1932
- Südbayerischer Meister 1929, 1930, 1931, 1932, 1933